# Штейнхардт, Якоб
Якоб Штейнхардт (нем. Jakob Steinhardt; 23 мая 1887, Жеркув — 11 февраля 1968, Нахария) — немецкий и израильский график и художник—экспрессионист.

## Жизнь и творчество
Якоб Штейнхардт родился в еврейской семье. В 1906—1907 годах он учится в берлинской Академии изобразительных искусств под руководством Ловиса Коринта и Германа Штрука. В том же 1907 Штейнхардт уезжает в Париж, где занимается у Жан-Поля Лорана, а позднее у Матисса и Теофиля-Александра Стейнлена.
В 1910 году художник возвращается в Берлин. В 1911 он совершает путешествие по Италии. В 1912 году он, совместно с Людвигом Майднером и Рихардом Янтуром, создаёт художественную группу «Патетики». В том же году эта группа организует выставку работ своих членов в «Sturm-Galerie», в Берлине у Герварта Вальдена.
В 1933 году, после прихода в Германии к власти национал-социалистов, Штейнхардт эмигрирует в Палестину. В 1934 он открывает в Иерусалиме художественную школу. С 1947 года он — доцент в Академии искусств и художественного ремесла Бецалель. Руководитель этой Академии в 1953—1957 годах. Работы Якоба Штейнхардта завоёвывали призы на международных биеннале в Сан-Паулу (1955) и в Венеции (1960).
Якоб Штейнхардт известен преимущественно своими графическими сериями по еврейской и библейской тематике. Автор иллюстраций к произведениям классиков еврейской литературы (Ицхок Лейбуш Перец), Арно Надель и др. Наряду с такими художниками, как Герман Штрук и Йозеф Будко, главной темой для его произведений была жизнь еврейского народа, в первую очередь из Восточной Европы.